# Droga krajowa SS39 (Włochy)
Droga krajowa SS39 (wł. Strada Statale 39 del Passo di Aprica) - droga krajowa w północnych Włoszech. Jedno-jezdniowa arteria łączy miasteczko Tresenda przez położone 1176 m n.p.m. Aprico z Edolo, gdzie spotyka się z SS42. Droga prowadzi przez malownicze tereny Dolomitów. Trasa niejednokrotnie stanowiła fragment górskich etapów podczas wyścigu Giro d'Italia.